# Na Ostrážné
Na Ostrážné este o arie protejată (arie specială de conservare — SAC, sit de importanță comunitară — SCI) din Republica Cehă întinsă pe o suprafață de 1,67 ha, integral pe uscat.

## Localizare
Centrul sitului Na Ostrážné este situat la coordonatele 49°34′30″N 16°17′07″E / 49.575°N 16.285278°E.

## Înființare
Situl Na Ostrážné a fost declarat sit de importanță comunitară în noiembrie 2009 pentru a proteja 1 specie de animale. Situl a fost protejat și ca arie specială de conservare în decembrie 2015.

## Biodiversitate
Situată în ecoregiunea continentală, aria protejată nu include niciun habitat protejat.
La baza desemnării sitului se află o specie protejată de  nevertebrate: Phengaris nausithous.